# Tatafu Polota-Nau
Tatafu Polota-Nau (nacido el 26 de julio de 1985) es un jugador de rugby australiano en la posición de hooker.

## Biografía
Es de ascendencia tongana, y primo del anterior luchador profesional Tonga Fifita, más conocido por sus apodos en el ring "Haku" (World Wrestling Federation) and "Meng" (World Championship Wrestling).
Con 20 años de edad, Polota-Nau logró la rara hazaña de la selección para un test antes de jugar un partido a nivel de Super 14. Su actuación en este partido de debut contra Inglaterra en Twickenham y en una victoria sobre Irlanda en Lansdowne Road fueron impresionantes. Firmó con los New South Wales Waratahs poco después de final del Super 12 de 2005, hizo su debut provincial contra Auckland en julio e hizo su primera aparición en el Super 14 en 2006.
Es un hooker poderoso y fuerte que ha trabajado para mejorar su actuación con su compañero hooker Adam Freier. Polota-Nau juega para Greater Sydney Rams en el Campeonato de Rugby Nacional.
En 2015 Polota-Nau y los wallabies se proclaman campeones de Rugby Championship 2015 al derrotar a los All Blacks por 27-19 en el Estadio ANZ de Sídney
Es seleccionado para formar parte de la selección australiana que participa en la Copa Mundial de Rugby de 2015.